# Liste der Herrscher namens Alfons
Alfons hießen folgende Herrscher:

## Alfons
- Alfons der Afrikaner ist Alfons V. (Portugal), König von Portugal
- Alfons der Bucklige ist Alfonso Froilaz, König von León (925) und Galicien (925–926)
- Alfons der Dicke ist Alfons II. (Portugal), König von Portugal
- Alfons der Edle ist Alfons VIII., König von Kastilien
- Alfons der Eroberer ist Alfons I. (Portugal), König von Portugal
- Alfons der Große ist Alfons III. (Asturien), König von Asturien
- Alfons der Großmütige ist Alfons V. (Aragón), König von Aragón
- Alfons der Katholische ist Alfons I. (Asturien), König von Asturien
- Alfons der Keusche ist Alfons II. (Asturien), König von Asturien
- Alfons der Kühne ist Alfons IV. (Portugal), König von Portugal
- Alfons der Rächer ist Alfons XI., König von Kastilien
- Alfons der Schlachtenkämpfer ist Alfons I. (Aragón), König von Aragón
- Alfons der Siegreiche ist Alfons VI. (Portugal), König von Portugal
- Alfons der Tapfere ist Alfons VI. (León), König von Kastilien
- Alfons der Weise ist Alfons X., König von Kastilien
- Alfons von Poitiers, Graf von Toulouse (1249–1271)
- Alfons von Brienne (genannt Alfons von Akkon; * um 1227, † 1270), Graf von Eu (iure uxoris)

### Alfons I.
- 739–757 Alfons I. (Asturien), König von Asturien der Katholische
- 1104–1134 Alfons I. (Aragón), König von Aragón der Schlachtenkämpfer
- 1112–1148 Alfons Jordan, Graf von Toulouse, Graf von Tripolis (1105–1109)
- 1139–1185 Alfons I. (Portugal), König von Portugal der Eroberer
- 1442–1461 Alfons I. (Braganza), Herzog von Braganza
- 1505–1534 Alfonso I. d’Este, Herzog von Modena
- 1505–1543 Afonso I., Mani-Kongo

- Alfons I. von Neapel ist Alfons V. (Aragón), König von Aragón
- Alfons I. von Provence ist Alfons II. (Aragón), König von Aragón

### Alfons II.
- 791–842 Alfons II. (Asturien), König von Asturien
- 1162–1196 Alfons II. (Aragón), König von Aragón der Keusche
- 1185–1209 Alfons II. (Provence), Graf von Provence
- 1211–1223 Alfons II. (Portugal), König von Portugal der Dicke
- 1494–1495 Alfons II. (Neapel), König von Neapel
- 1559–1597 Alfonso II. d’Este, Herzog von Modena
- 1561 Afonso II. (Kongo), Mani-Kongo

### Alfons III./IV.
- 866–910 Alfons III. (Asturien), König von Asturien der Große
- 1248–1279 Alfons III. (Portugal), König von Portugal
- 1249–1271 Alfons III. (Toulouse) ist Alfons von Poitiers
- 1285–1291 Alfons III. (Aragón), König von Aragón
- 1628–1629 Alfonso III. d’Este, Herzog von Modena und Reggio
- 1667–1669 Afonso III. (Kongo), Mani-Kongo

- 924–931 Alfons IV. (León), König von León
- 1325–1357 Alfons IV. (Portugal), König von Portugal der Kühne
- 1327–1336 Alfons IV. (Aragón), König von Aragón
- 1658–1662 Alfonso IV. d’Este, Herzog von Modena und Reggio

### Alfons V./...
- 999–1027 Alfons V. (León), König von Kastilien
- 1416–1458 Alfons V. (Aragón), König von Aragón der Großmütige
- 1438–1481 Alfons V. (Portugal), König von Portugal der Afrikaner
- 1072–1109 Alfons VI. (León), König von Kastilien der Tapfere
- 1656–1667 Alfons VI. (Portugal), König von Portugal der Siegreiche
- 1126–1157 Alfons VII., König von Kastilien
- 1158–1214 Alfons VIII., König von Kastilien der Edle
- 1188–1229 Alfons IX., König von León
- 1252–1284 Alfons X., König von Kastilien der Weise, 1257–1273 König des Heiligen Römischen Reichs
- 1312–1350 Alfons XI., König von Kastilien der Rächer
- 1874–1885 Alfons XII., König von Spanien
- 1886–1941 Alfons XIII., König von Spanien

Die Könige von Asturien, León und Kastilien werden von den spanischen Königen als ihre Vorgänger betrachtet, die Ordnungszahlen werden daher in der Linie Asturien-León-Kastilien-Spanien weitergezählt.

## Nichtregenten
- Alfons Heinrich, Herzog von Porto (1865–1920)
- Alfonso Carlos (I.), spanischer Thronprätendent, siehe Carlismus (1849–1936)